# Museo de la Catedral de Hildesheim
El Museo de la Catedral de Hildesheim (en alemán: Dommuseum Hildesheim) es el museo diocesano que consiste del tesoro de la diócesis de Hildesheim, la segunda más grande de las 27 diócesis de Alemania. El tesoro de la catedral de Hildesheim es considerado de los más importantes del mundo, y fue declarado Patrimonio de la Humanidad por la Unesco en 1985.
El museo ilustra más de mil años de historia y arte eclesiástico en Baja Sajonia. Está instalado en las históricas habitaciones alrededor del claustro de la catedral de Hildesheim, y tras los trabajos de renovación de 2010, tanto la cercana iglesia de San Antonio (Antoniuskirche) como parte del claustro de la catedral se convirtieron en espacio de exhibiciones.

## Tesoro y colección
El tesoro la Catedral de Hildesheim es una colección de máxima calidad de vasijas decoradas de uso litúrgico, relicarios, vestimentas, libros y esculturas, que se han ido reuniendo a lo largo de los siglos. La Gran Virgen Dorada, obra del románico, es la segunda Madonna más antigua del arte occidental después de la Virgen Dorada de Essen. El relicario mariano de Hildesheim se remonta a los primeros días de la diócesis y está asociado con la leyenda fundacional de la catedral.
Piezas particularmente destacadas incluyen la Cruz de Bernward, ricamente decorada con gemas, el Evangelio de Bernward y la Cruz de Ringelheim, todas confeccionadas en el apogeo de la diócesis bajo el obispo Bernward (fallecido en 1022), o el sacramentario de Ratmann de 1159, de los más decorados que se conocen y el primero en tratar a Bernward como santo, incitando por tanto su veneración dentro del santoral. El relicario también incluye un busto y un brazo de San Bernward, datados del siglo xiii.

El tesoro cuenta además con varias custodias de oro ricamente adornadas, copas y otros trabajos de orfebrería en oro y plata que datan del Barroco. Algunos de los objetos catalogados como tesoro artístico todavía son usados en la actualidad en ocasiones muy festivas, formando parte de la tradición litúrgica de la catedral.

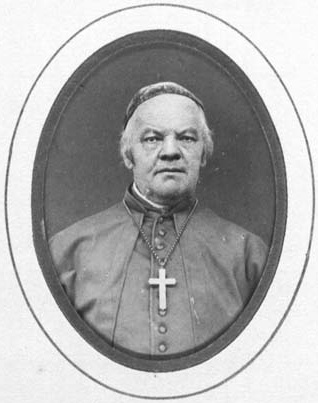
El obispo Eduard Wedekin (1870), concilio Vaticano I

Los gobelines de Artemisia fueron incorporados al patrimonio de la catedral de Hildesheim en 1727. Tras su restauración en 2015 (en el marco de la renovación quinquenal del museo), se les ha dedicado una sala propia en el museo.

## Historia
La colección de la catedral, que ya servía anteriormente de museo catedralicio, se convirtió en un museo diocesano en las segunda mitad del siglo xix gracias a la labor del obispo Eduard Jakob Wedekin, quien había reunido objetos –principalmente de arte gótico– de las parroquias de la diócesis y feligresías colindantes, además de su propia colección privada, disponiendo que se almacenaran y exhibieran adecuadamente.
Entre 2010 y 2015 se llevaron a cabo extensos trabajos de renovación y restructuración del museo. Se incorporaron espacios de exhibición en la iglesia de San Antonio y en partes del claustro de la propia catedral, resultando en la ampliación del espacio expositivo de 200 m² a un total de 800 m², permitiendo por tanto la creación de varias galerías y la exhibición de más piezas al mismo tiempo y de mayor tamaño. Por ejemplo, el renacentista coro alto de la catedral está exhibido en un nuevo edificio anexo a la iglesia de San Antonio.
El conocido como Muro de Bernward, elemento arqueológico que quedó expuesto durante la renovación, se puede ahora ver en el sótano. También se destapó una ventana gótica en forma de cuadrilóbulo, que también fue incorporada a la exposición.
Tras la reapertura del museo, más allá de los objetos de arte histórico, también se incorporaron a la exposición por primera vez obras de arte contemporáneo, con un enfoque en la gráfica y la escultura relacionada con la fundición y moldeado de bronce.

## Galería

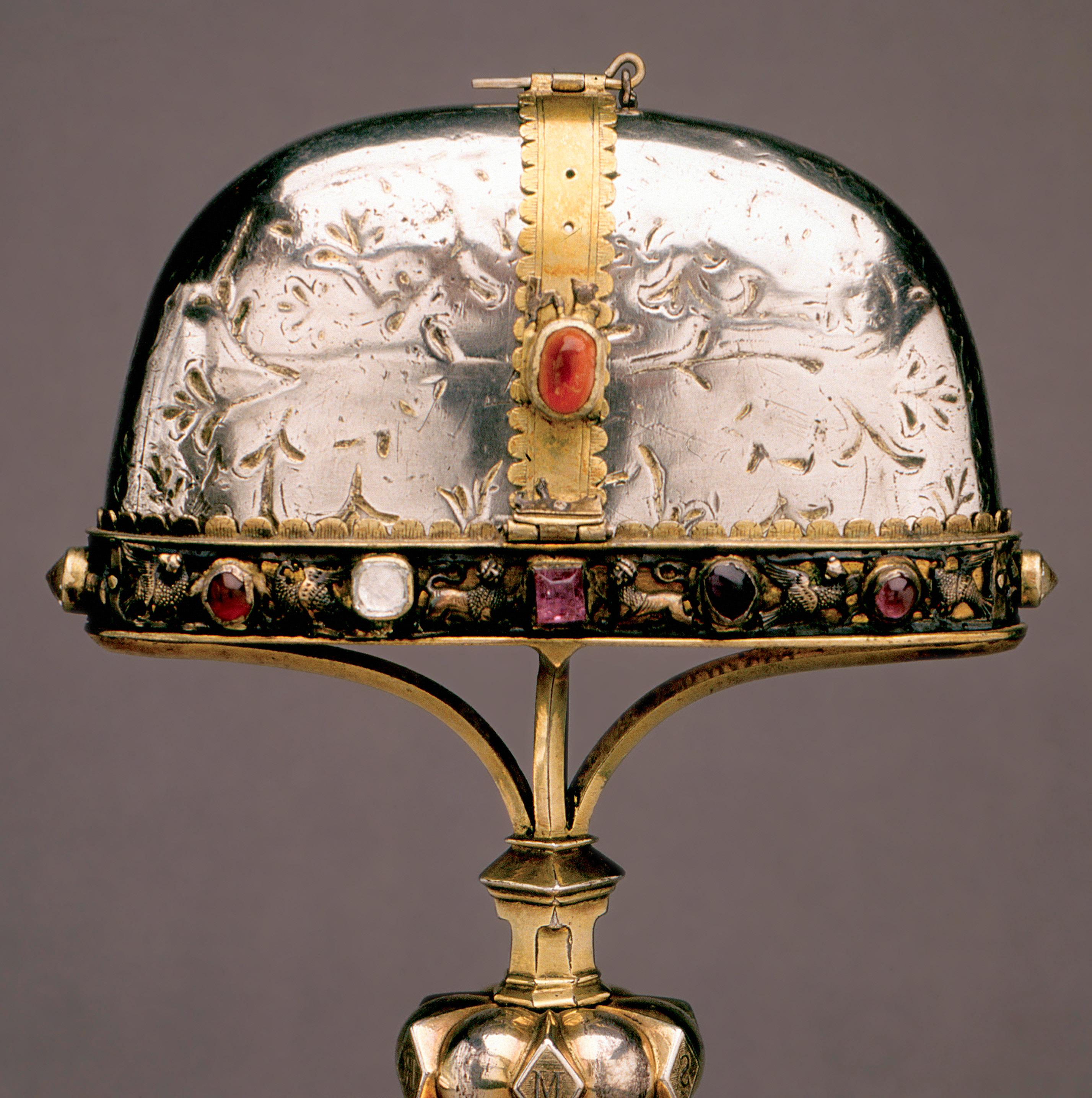
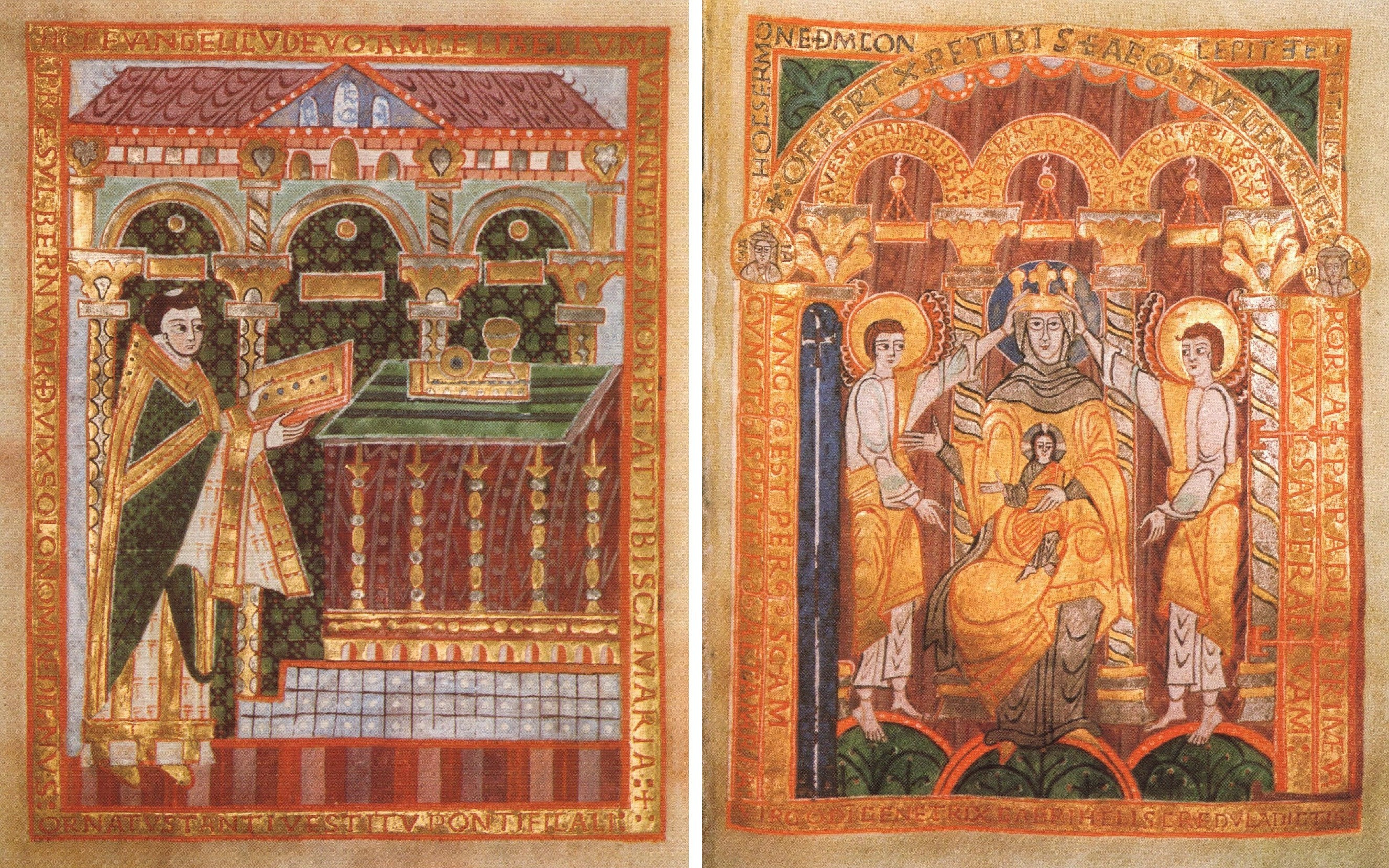
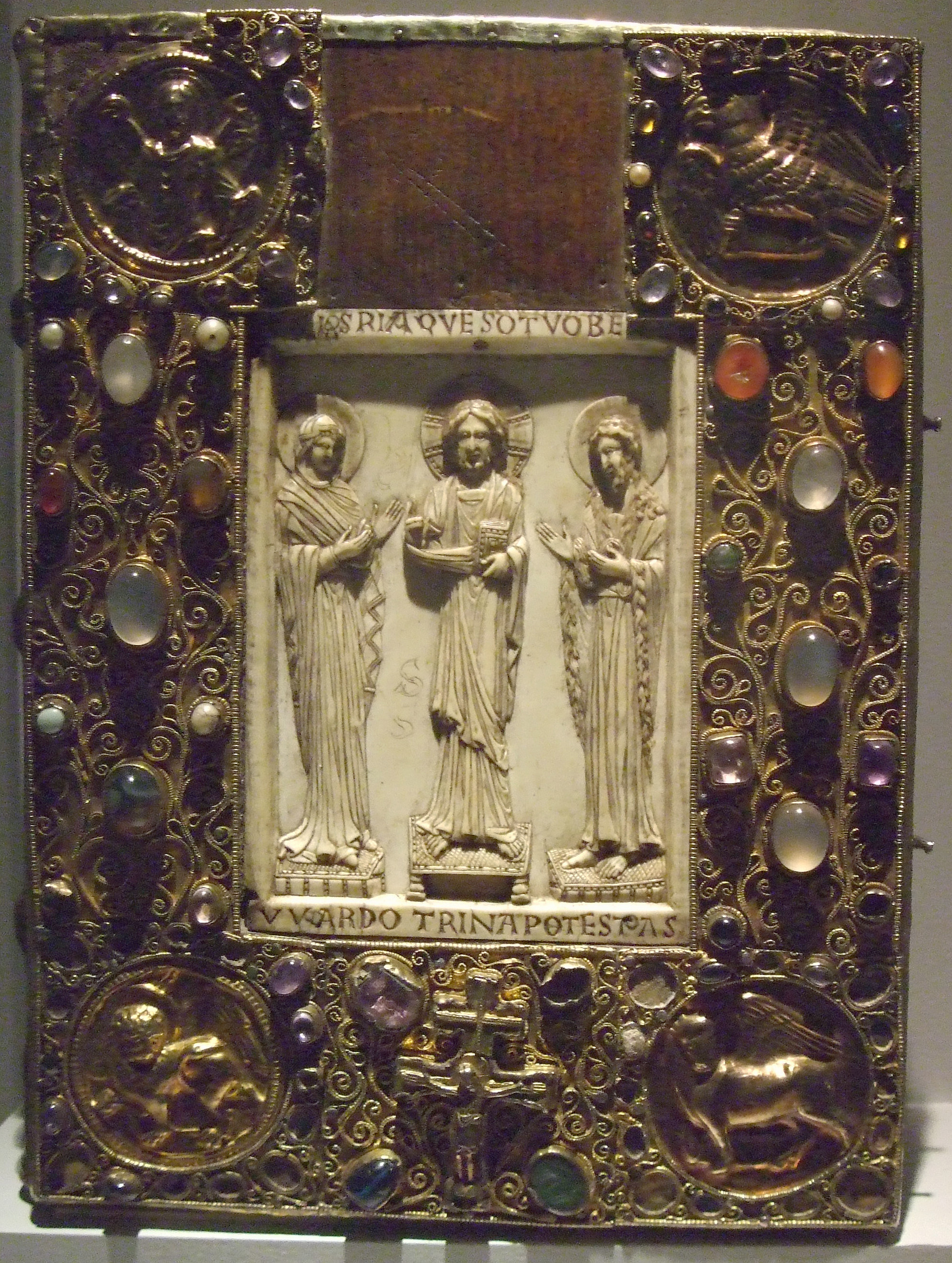
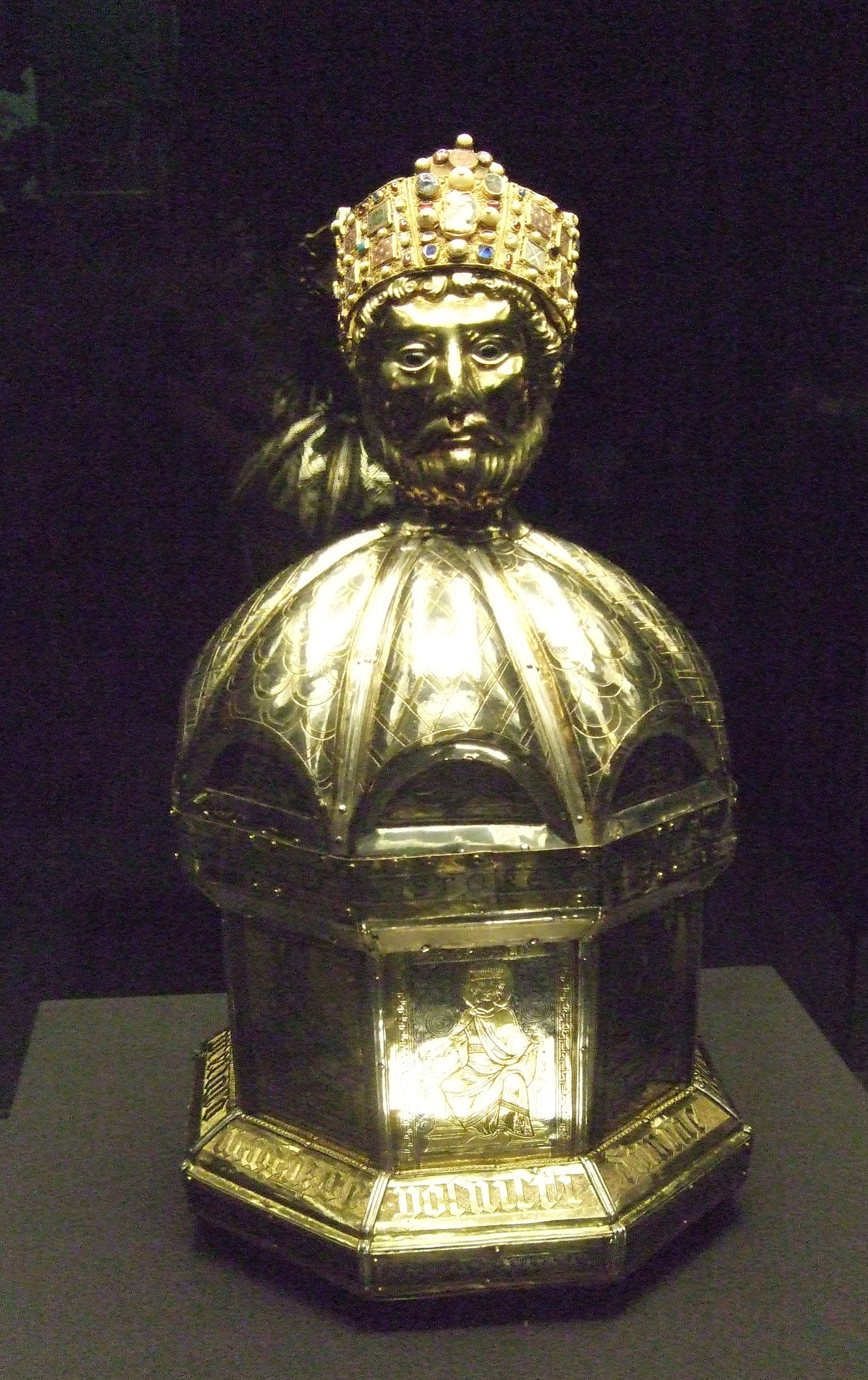
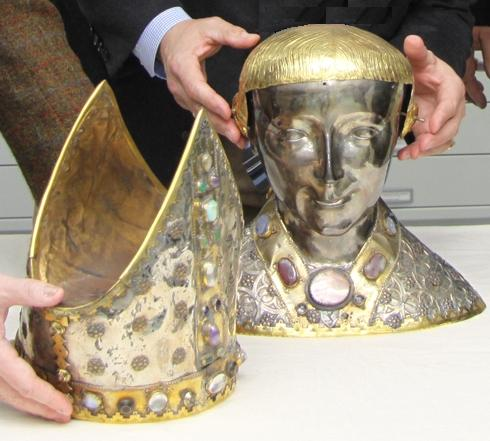